# Municipio de Salt Creek (condado de Muskingum)
El municipio de Salt Creek (en inglés: Salt Creek Township) es un municipio ubicado en el condado de Muskingum en el estado estadounidense de Ohio. En el año 2010 tenía una población de 1112 habitantes y una densidad poblacional de 15,38 personas por km².

## Geografía
El municipio de Salt Creek se encuentra ubicado en las coordenadas 39°53′35″N 81°51′2″O / 39.89306, -81.85056. Según la Oficina del Censo de los Estados Unidos, el municipio tiene una superficie total de 72.29 km², de la cual 72,27 km² corresponden a tierra firme y (0,03 %) 0,02 km² es agua.

## Demografía
Según el censo de 2010, había 1112 personas residiendo en el municipio de Salt Creek. La densidad de población era de 15,38 hab./km². De los 1112 habitantes, el municipio de Salt Creek estaba compuesto por el 97,66 % blancos, el 0,81 % eran afroamericanos, el 0,27 % eran amerindios, el 0,09 % eran asiáticos, el 0,09 % eran de otras razas y el 1,08 % eran de una mezcla de razas. Del total de la población el 0,09 % eran hispanos o latinos de cualquier raza.